# Трофимцево
Трофимцево (рос. Трофимцево) — присілок в Бежецькому районі Тверської області Російської Федерації.
Населення становить 69 осіб. Входить до складу муніципального утворення місто Бежецьк.

## Історія
Від 2005 року входить до складу муніципального утворення місто Бежецьк.

## Населення
| 2010 |
| ---- |
| 69   |